# Labrador (minerał)

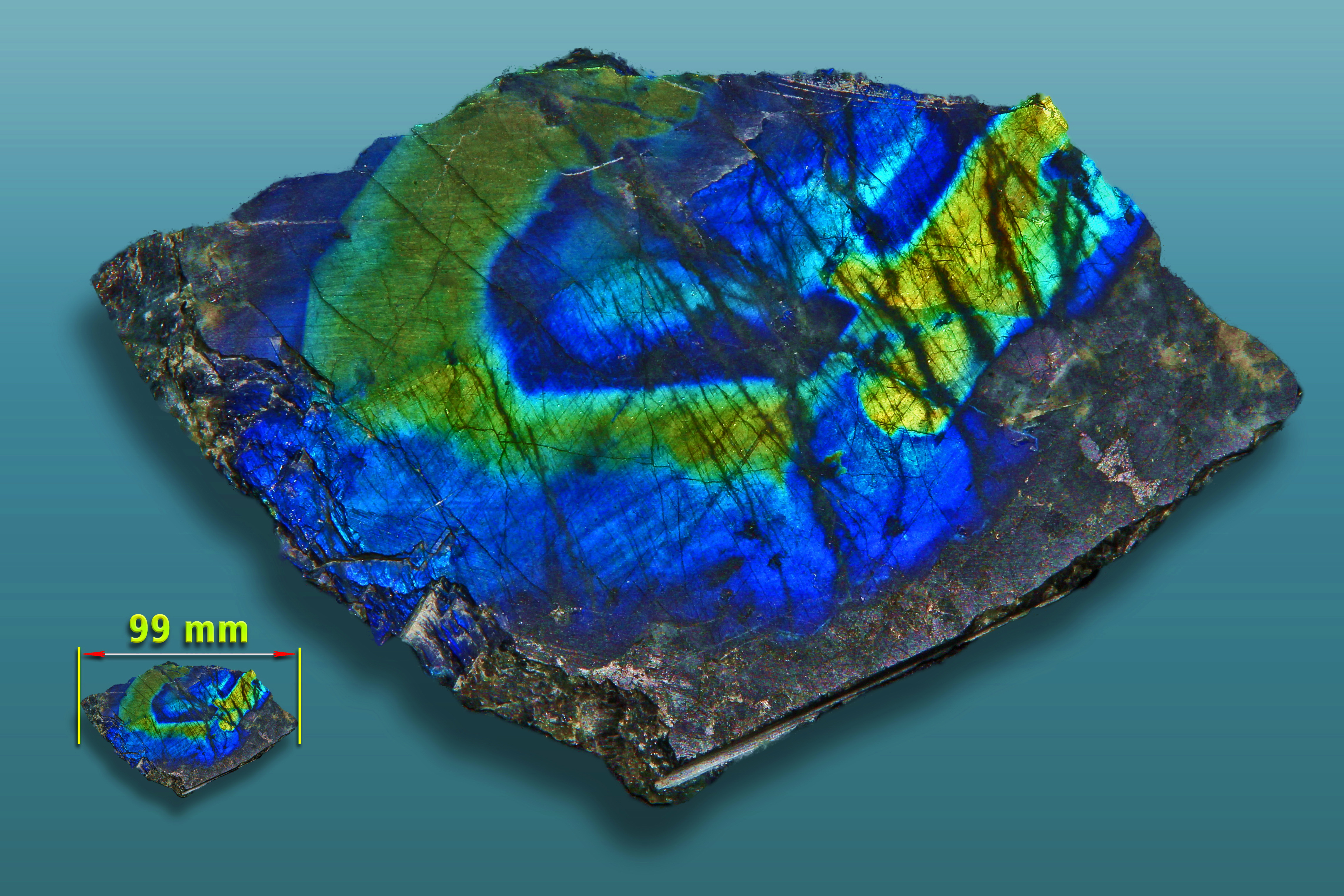
Labrador (spektrolit) - Ylamma, Finlandia.

Labrador – minerał z gromady krzemianów zaliczany do grupy plagioklazów.
Nazwa pochodzi od półwyspu Labrador, gdzie występuje w znacznych ilościach. Opisany i nazwany w 1780 r.

## Właściwości
Tworzy kryształy słupkowe, tabliczkowe, występuje w postaci średnio- lub gruboziarnistych skupień. Bardzo często tworzy zbliźniaczenia. Kryształy, zawsze wrosłe rzadko odznaczają się dobrym wykształceniem. Jest kruchy, przezroczysty, często wykazuje jaskrawą, migotliwą grę barw w odcieniach niebieskich, fioletowych, złocistych, zielonych. Zjawisko to stanowi rodzaj iryzacji zwany schillerescencją, która w tym przypadku określana jest mianem labradoryzacji. Iryzacja ta to efekt interferencji związany z wielokrotnym odbiciem światła na granicach struktur domenowych.
- Inkluzje – liczne, najczęściej spotyka się wrostki cyrkonu, magnetytu, ilmenitu, rutylu i hematytu. Odpowiednio ułożone, wywołują różne efekty świetlne, nadając kamieniom atrakcyjny wygląd i osobliwe zabarwienie
- Pleochroizm – wyraźny, zróżnicowany w zależności od barwy kamienia; najsilniejszy w kamieniach ciemno zabarwionych.

## Występowanie
Rozpowszechniony składnik niektórych skał magmowych, głównie labradorytów, a także skał metamorficznych.
Miejsca występowania: USA – znajdują się tam dobrze wykształcone kryształy nadające się do obróbki jubilerskiej, Meksyk, Kanada – na Półwyspie Labrador, Australia, Finlandia – główne miejsce pozyskiwania niezwykle pięknych kamieni.
Polska – (jako składnik gabra) w Woliborzu i Bożkowie na Dolnym Śląsku (w postaci ziarn charakteryzujących się błękitną migotliwością).

## Zastosowanie
- stosowany w przemyśle ceramicznym
- do produkcji materiałów ogniotrwałych
- w budownictwie jako kamień dekoracyjny i okładzinowy.
- kamień ozdobny
- powszechnie stosowany w jubilerstwie. Stosuje się wobec niego szlif kaboszonowy, jak i fasetowy. Najczęściej spotyka się okazy dochodzące do 20 ct. Najcenniejszy materiał jubilerski stanowią labradory fińskie (tzw. spectrolit fiński) dające efekt znany jako labradoryzacja lub efekt Schillera.
- materiał rzeźbiarski